# Tête de l’Étret
Tête de l’Étret – szczyt w Alpach Delfinackich, części Alp Zachodnich. Leży w południowo-wschodniej Francji w regionie Owernia-Rodan-Alpy, przy granicy z Włochami.